# Les Pieux
Les Pieux sont une commune française, située dans le département de la Manche en région Normandie, peuplée de 3 266 habitants. Chef-lieu du canton parfois appelé « Hague-Sud », Les Pieux ont connu ces trente dernières années, en raison de la présence de la centrale nucléaire de Flamanville, à cinq kilomètres, une poussée démographique remarquable (+ 185,7 % entre 1975 et 2006). De ce fait, la commune s'est progressivement transformée en petite ville. La manne financière de l'industrie nucléaire permet aujourd'hui aux Pieux de disposer d'infrastructures (sportives, sociales, routières) largement supérieures à celles des villes de même taille.

## Géographie

### Localisation
Les communes limitrophes sont Benoîtville, Flamanville, Grosville, Le Rozel, Saint-Germain-le-Gaillard et Tréauville.

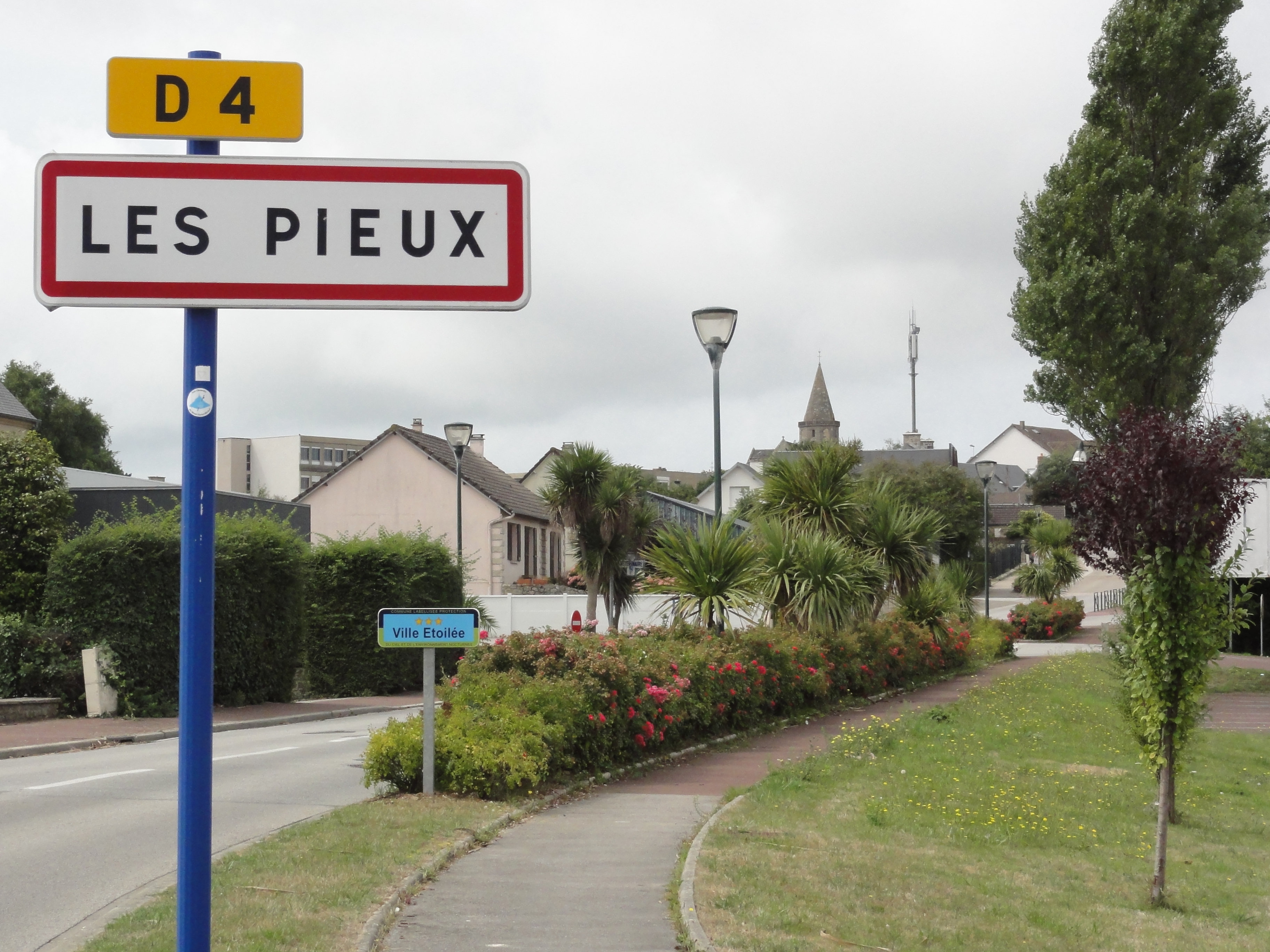
Entrée de l'agglomération.

### Hydrographie
La commune est située dans le bassin Seine-Normandie. Elle est drainée par le But, la Chanteraine, le cours d'eau 01 de la commune des Pieux, le cours d'eau 08 de la Couture, le fossé 01 de la commune de Flamanville, le fossé 01 de Mielle de Sciotot, le fossé 03 de la Gioterie et le fossé 05 de la commune des Pieux,,.

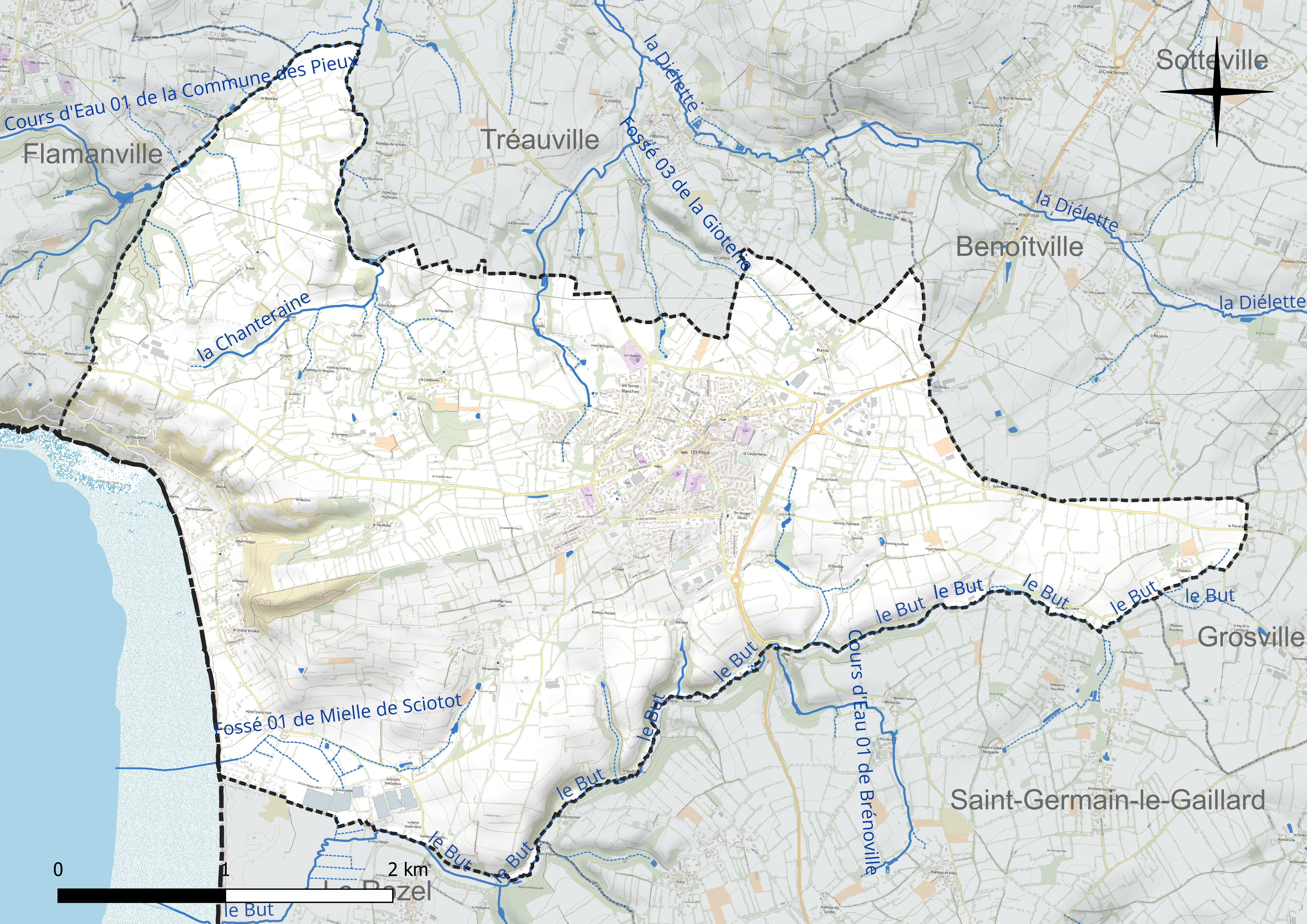
Réseau hydrographique des Pieux.

### Climat
Pour des articles plus généraux, voir Climat de la Normandie et Climat de la Manche.
En 2010, le climat de la commune est de type climat océanique franc, selon une étude du CNRS s'appuyant sur une série de données couvrant la période 1971-2000. En 2020, Météo-France publie une typologie des climats de la France métropolitaine dans laquelle la commune est exposée à un climat océanique et est dans la région climatique  Normandie (Cotentin, Orne), caractérisée par une pluviométrie relativement élevée (850 mm/a) et un été frais (15,5 °C) et venté. Parallèlement le GIEC normand, un groupe régional d’experts sur le climat, différencie quant à lui, dans une étude de 2020, trois grands types de climats pour la région Normandie, nuancés à une échelle plus fine par les facteurs géographiques locaux. La commune est, selon ce zonage, exposée à un « climat maritime », correspondant au Cotentin et à l'ouest du département de la Manche, frais, humide et pluvieux, où les contrastes pluviométrique et thermique sont parfois très prononcés en quelques kilomètres quand le relief est marqué.
Pour la période 1971-2000, la température annuelle moyenne est de 10,9 °C, avec une amplitude thermique annuelle de 10,9 °C. Le cumul annuel moyen de précipitations est de 913 mm, avec 14,9 jours de précipitations en janvier et 8,5 jours en juillet. Pour la période 1991-2020, la température moyenne annuelle observée sur la station météorologique la plus proche, située sur la commune de La Hague à 17 km à vol d'oiseau, est de 13,1 °C et le cumul annuel moyen de précipitations est de 480,0 mm. Pour l'avenir, les paramètres climatiques de la commune estimés pour 2050 selon différents scénarios d’émission de gaz à effet de serre sont consultables sur un site dédié publié par Météo-France en novembre 2022.

### Milieux naturels et biodiversité

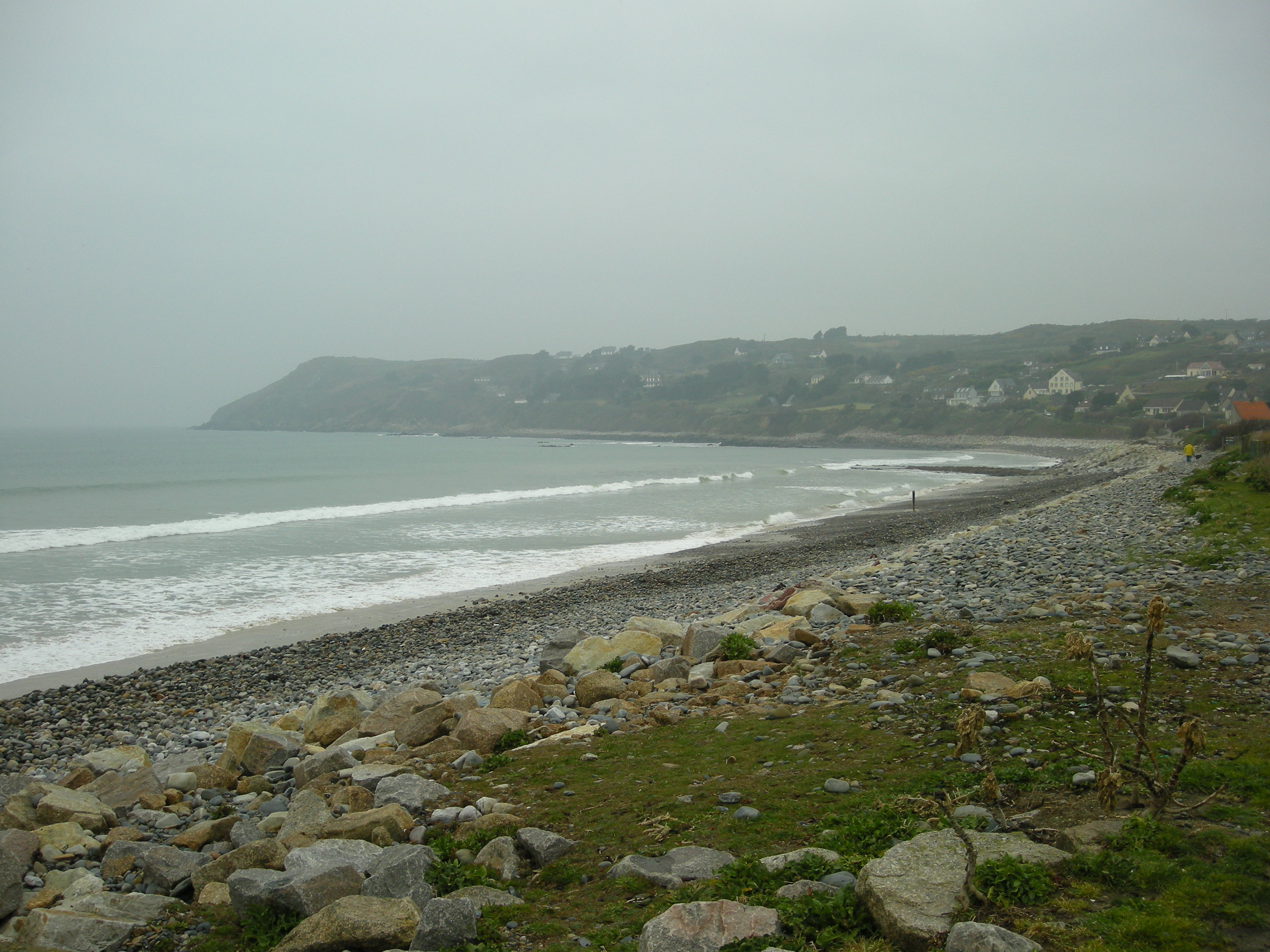
L'anse de Sciotot.

## Urbanisme

### Typologie
Au 1er janvier 2024, Les Pieux sont catégorisés bourg rural, selon la nouvelle grille communale de densité à sept niveaux définie par l'Insee en 2022.
Elle appartient à l'unité urbaine des Pieux, une unité urbaine monocommunale constituant une ville isolée,.
Par ailleurs la commune fait partie de l'aire d'attraction de Cherbourg-en-Cotentin, dont elle est une commune de la couronne,. Cette aire, qui regroupe 77 communes, est catégorisée dans les aires de 50 000 à moins de 200 000 habitants,.
La commune, bordée par la Manche, est également une commune littorale au sens de la loi du 3 janvier 1986, dite loi littoral. Des dispositions spécifiques d’urbanisme s’y appliquent dès lors afin de préserver les espaces naturels, les sites, les paysages et l’équilibre écologique du littoral, tel le principe d'inconstructibilité, en dehors des espaces urbanisés, sur la bande littorale des 100 mètres, ou plus si le plan local d'urbanisme le prévoit.

### Occupation des sols
L'occupation des sols de la commune, telle qu'elle ressort de la base de données européenne d’occupation biophysique des sols Corine Land Cover (CLC), est marquée par l'importance des territoires agricoles (86,6 % en 2018), en diminution par rapport à 1990 (90,3 %).
La répartition détaillée en 2018 est la suivante : terres arables (46,3 %), zones agricoles hétérogènes (23,4 %), prairies (16,9 %), zones urbanisées (10,4 %), forêts (2,1 %), milieux à végétation arbustive et/ou herbacée (0,6 %), espaces ouverts, sans ou avec peu de végétation (0,3 %), zones humides côtières (0,1 %).

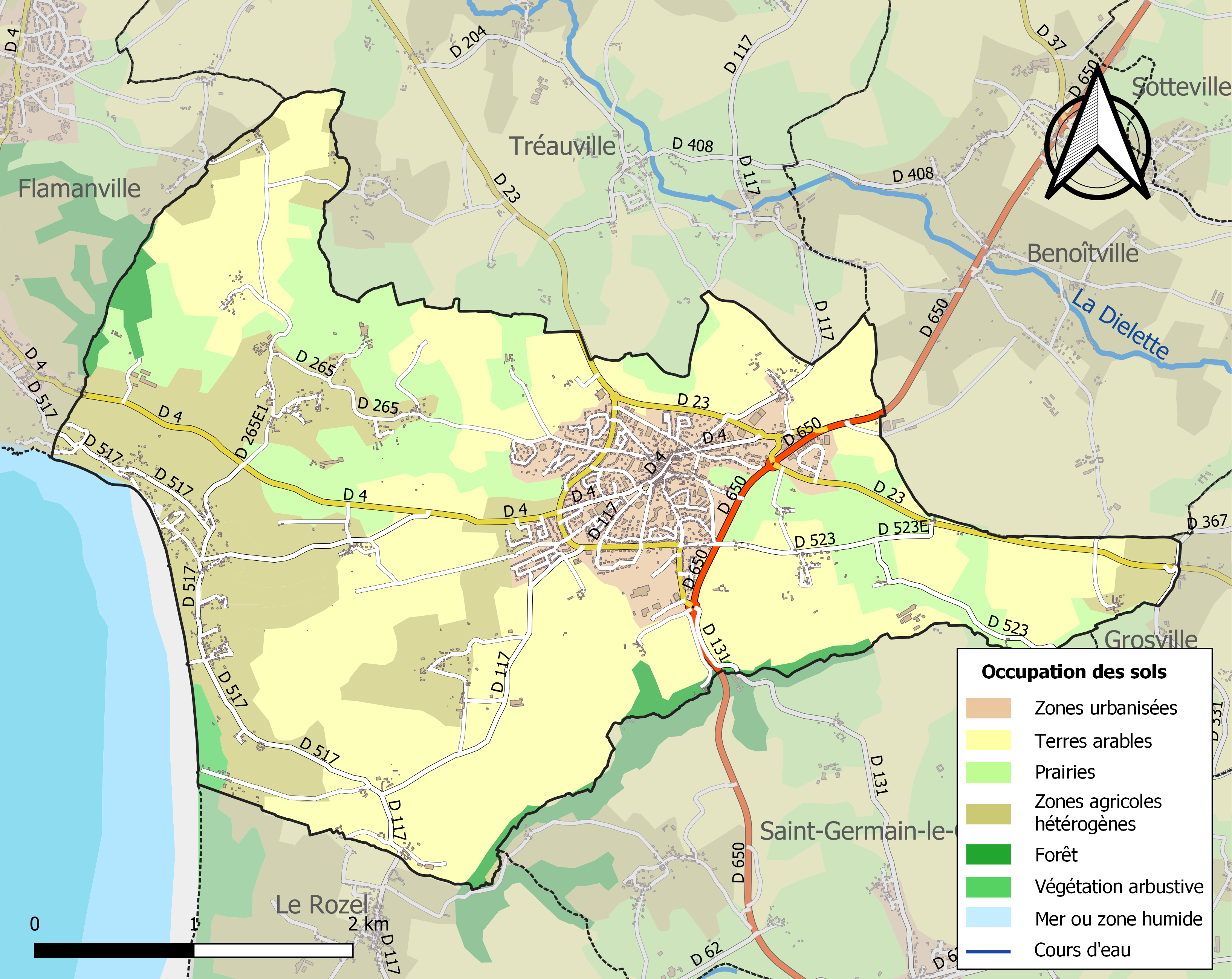
Carte des infrastructures et de l'occupation des sols de la commune en 2018 (CLC).

L'évolution de l’occupation des sols de la commune et de ses infrastructures peut être observée sur les différentes représentations cartographiques du territoire : la carte de Cassini (XVIIIe siècle), la carte d'état-major (1820-1866) et les cartes ou photos aériennes de l'IGN pour la période actuelle (1950 à aujourd'hui).

### Morphologie urbaine
Les Pieux présentent différents visages. L'un, rural et typique du bocage normand, occupe la majeure partie de son espace. Sur la « hauteur » se situe le centre-ville, plus communément appelé le Bourg, ainsi que la majeure partie des lotissements, des espaces d'activités (zone artisanale des hauts-vents, parc d'activités en bordure de la route de Cherbourg…), mais aussi les équipements sportifs (haras, piscine couverte, stades, gymnases, tennis…) et commerciaux. Plusieurs dizaines de commerces se situent dans la rue Centrale, et trois supermarchés sont implantés : deux en entrée de ville, le troisième à proximité de la place de la Lande. Le dernier visage des Pieux, plus estival, est celui de la plage de Sciotot. Le développement plus ou moins homogène des constructions nouvelles, très nombreuses, n'altère en rien la beauté de la plage de sable. Depuis celle-ci, très prisée de surfeurs et des baigneurs en été, existe un beau point de vue sur les îles anglo-normandes. La plage, de cinq kilomètres, est délimitée au sud par le cap du Rozel, et au nord par les premiers escarpements de falaises du cap de Flamanville. Par ailleurs, cette plage sert de terrain (à marée basse, quand le terrain est favorable et le vent suffisant) à un club de char à voile implanté localement et ouvert toute l'année.

## Toponymie
Le toponyme Pieux (de Podiis 1093, de Poiis v. 1190) est issu du vieux français qui procède lui-même du latin podium. Il signifie « la hauteur ». Il a donné les oronymes en Puy au centre et dans le Sud de la France (Puech et Pech en Occitan). Ce toponyme est moins répandu en Normandie que Hougue(t), Hogue, d'origine norroise (haugr). Cela correspond à la topographie, en effet, Les Pieux sont l'une des plus hautes communes du Cotentin.
Sciotot est un toponyme d'origine anglo-scandinave composé de l'élément -tot, issu de l'ancien scandinave topt, toft « emplacement bâti, ferme » et un élément Scio- qui représente sans doute un anthroponyme, à savoir Siwold / Sæwold forme anglo-saxonne ou anglo-scandinave correspondant au nom de personne scandinave Sævaldi, peut-être le même personnage qui a donné son nom à Siouville (Seolvilla vers 1200, Syovilla vers 1280) à 10 km. Il existe cependant le nom de personne scandinave SǽulfR / Siólfr qui colle mieux aux formes peu anciennes dont on dispose pour Siouville. Cependant, il n'est pas sûr que ces deux lieux distincts contiennent le nom du même personnage, c'est pourquoi le simple appellatif sær / sjór a été proposé : Sciotot serait « le site, la ferme près de la mer ».

## Histoire

### Préhistoire
En 1974, fut découvert sur un plateau rocheux de la plage de Sciotot les restes d'un site paléolithique.

### Protohistoire
À la période gauloise, le territoire de la commune est vraisemblablement sous le contrôle du peuple des Unelles. En 2019, un habitat gaulois, village ou exploitation agricole d'importance, a été mis au jour lors d'une fouille préventive. L'ensemble date des alentours du Ve siècle av. J.-C.

### Moyen Âge
Au XIe siècle, la paroisse relève de l'honneur de Saint-Sauveur-le-Vicomte. Néel Ier de Saint-Sauveur donnera à l'abbaye de Saint-Sauveur-le-Vicomte Richard des Pieux avec son église et avec toute la terre qu'il tenait de lui.
Par ailleurs, l'abbaye de Saint-Sauveur est à l'origine des quatre foires annuelles des Pieux et du marché du vendredi dont les moines percevaient les redevances.

### Temps modernes
En 1567, Jehan de Campserveur, écuyer, sieur de Becqueville, est taxé pour ce fief de 8 livres, et, pour le fief de Reviers de 40 solz, dans le rôle des nobles et roturiers, au titre du ban et de l'arrière ban de la vicomté de Coutances, réalisé par Gilles Dancel, seigneur d'Audouville, lieutenant général du bailli de Cotentin, tenu à Coutances les 20-22 octobre. Le fief de Becqueville au Pieux, qui valait un quart de fief de haubert et relevait de la vicomté de Saint-Sauveur-le-Vicomte, avait des extensions à Grosville, Bricquebosq, Quettetot, Rauville, etc.. Le fief de Reviers également au Pieux, qui valait un sixième de fief de haubert et relevait de la baronnie d'Amfreville, avait une extension à Sotteville.

## Politique et administration

### Intercommunalité
La commune a fait partie de la communauté de communes des Pieux de 1978 à 2017.
Au 1er janvier 2017, elle rejoint la communauté d'agglomération du Cotentin.

### Liste des maires
| Période                                  | Période       | Identité                  | Étiquette | Qualité                                                                         |
| ---------------------------------------- | ------------- | ------------------------- | --------- | ------------------------------------------------------------------------------- |
| 1830                                     | 1848          | François-Marie Lanchon    |           |                                                                                 |
| 1848                                     | 1859          | Jean-François Lechevalier |           |                                                                                 |
| 1860                                     | 1869          | Armand Lechevalier        |           |                                                                                 |
| 1869                                     | 1877          | Charles Lequérié          |           |                                                                                 |
| 1878                                     | 1904          | Albert Bonamy             | Rép.prog. | Conseiller général des Pieux (1889 → 1907)                                      |
| 1904                                     | 1909          | Auguste Poret             | Rép.      | Médecin Conseiller général des Pieux (1907 → 1909)                              |
| 1909                                     | 1923          | Henri Gosselin            |           |                                                                                 |
| 1923                                     | 1930          | Jacques Morin             |           |                                                                                 |
| 1930                                     | 1943          | Albert Picquenot          |           | Agriculteur                                                                     |
| 1945                                     | novembre 1966 | Louis Boisroux            | MRP       | Médecin Conseiller général des Pieux (1945 → 1966)                              |
| novembre 1966                            | mars 1977     | René Lescalier            | DVD       | Pâtissier Conseiller général des Pieux (1967 → 1982)                            |
| mars 1977                                | mars 1983     | Jean Lécouté              | DVD       | Photographe                                                                     |
| mars 1983                                | mars 1989     | Pierre Leroy              |           | Agriculteur                                                                     |
| mars 1989                                | juin 1995     | Maurice Duval             | PS        | Professeur d'anglais en collège                                                 |
| juin 1995                                | mars 2001     | Jean Lécouté              | DVD       | Photographe                                                                     |
| mars 2001                                | mars 2014     | Bruno Cottebrune          | DVG       | Agent EDF Vice-président de la CC des Pieux                                     |
| mars 2014                                | mai 2020      | Jacques Lepetit           | DVD       | Ingénieur de l'industrie nucléaire retraité Vice-président de la CA du Cotentin |
| mai 2020                                 | En cours      | Catherine Bihel           | SE        | Responsable de magasin                                                          |
| Les données manquantes sont à compléter. |               |                           |           |                                                                                 |

## Démographie
L'évolution du nombre d'habitants est connue à travers les recensements de la population effectués dans la commune depuis 1793. Pour les communes de moins de 10 000 habitants, une enquête de recensement portant sur toute la population est réalisée tous les cinq ans, les populations de référence des années intermédiaires étant quant à elles estimées par interpolation ou extrapolation. Pour la commune, le premier recensement exhaustif entrant dans le cadre du nouveau dispositif a été réalisé en 2004.
En 2022, la commune comptait 3 266 habitants, en évolution de +1,27 % par rapport à 2016 (Manche : −0,31 %, France hors Mayotte : +2,11 %).
| 1793  | 1800  | 1806  | 1821  | 1831  | 1836  | 1841  | 1846  | 1851  |
| ----- | ----- | ----- | ----- | ----- | ----- | ----- | ----- | ----- |
| 1 338 | 1 398 | 1 562 | 1 679 | 1 738 | 1 760 | 1 641 | 1 690 | 1 626 |

| 1856  | 1861  | 1866  | 1872  | 1876  | 1881  | 1886  | 1891  | 1896  |
| ----- | ----- | ----- | ----- | ----- | ----- | ----- | ----- | ----- |
| 1 497 | 1 526 | 1 387 | 1 444 | 1 441 | 1 408 | 1 419 | 1 340 | 1 358 |

| 1901  | 1906  | 1911  | 1921  | 1926  | 1931  | 1936  | 1946  | 1954  |
| ----- | ----- | ----- | ----- | ----- | ----- | ----- | ----- | ----- |
| 1 319 | 1 370 | 1 323 | 1 205 | 1 139 | 1 184 | 1 152 | 1 197 | 1 063 |

| 1962  | 1968  | 1975  | 1982  | 1990  | 1999  | 2004  | 2006  | 2009  |
| ----- | ----- | ----- | ----- | ----- | ----- | ----- | ----- | ----- |
| 1 136 | 1 169 | 1 222 | 2 436 | 3 203 | 3 477 | 3 419 | 3 387 | 3 588 |

| 2014  | 2019  | 2022  | - | - | - | - | - | - |
| ----- | ----- | ----- | - | - | - | - | - | - |
| 3 160 | 3 220 | 3 266 | - | - | - | - | - | - |

## Population et société

### Manifestations culturelles et festivités
La fête de la Saint-Clair a lieu les trois jours du week-end du dimanche le plus proche du 18 juillet. Elle consiste en une petite fête foraine, un marché, une braderie, un feu d'artifice, des concerts et une messe.

### Sports et loisirs
Le site de Sciotot (plage) possède notamment un centre de char à voile.

### Cultes
Elle est aujourd'hui rattachée à la paroisse Saint-Clair du doyenné de Cherbourg-Hague.

## Économie et tourisme

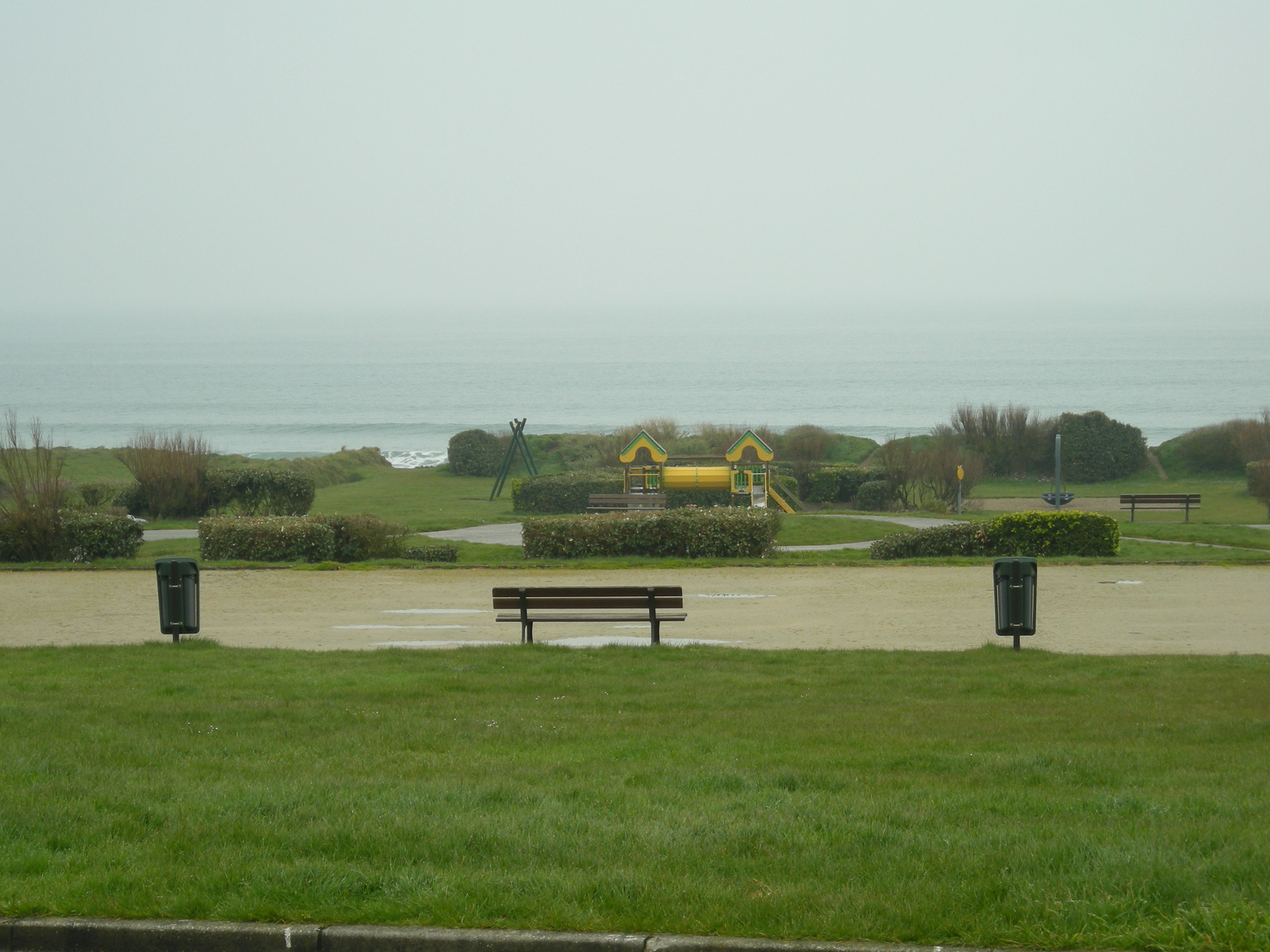
Espaces verts en bord de mer.

Un gisement de kaolin fut exploité de la fin du XVIIIe au premier quart du XXe siècle. Il alimentait les manufactures de porcelaine de Valognes, d'Isigny et de Bayeux.
Depuis mars 2010, Les Pieux forment avec Siouville-Hague et Auderville un groupement de « communes touristiques ».

## Culture locale et patrimoine

### Lieux et monuments

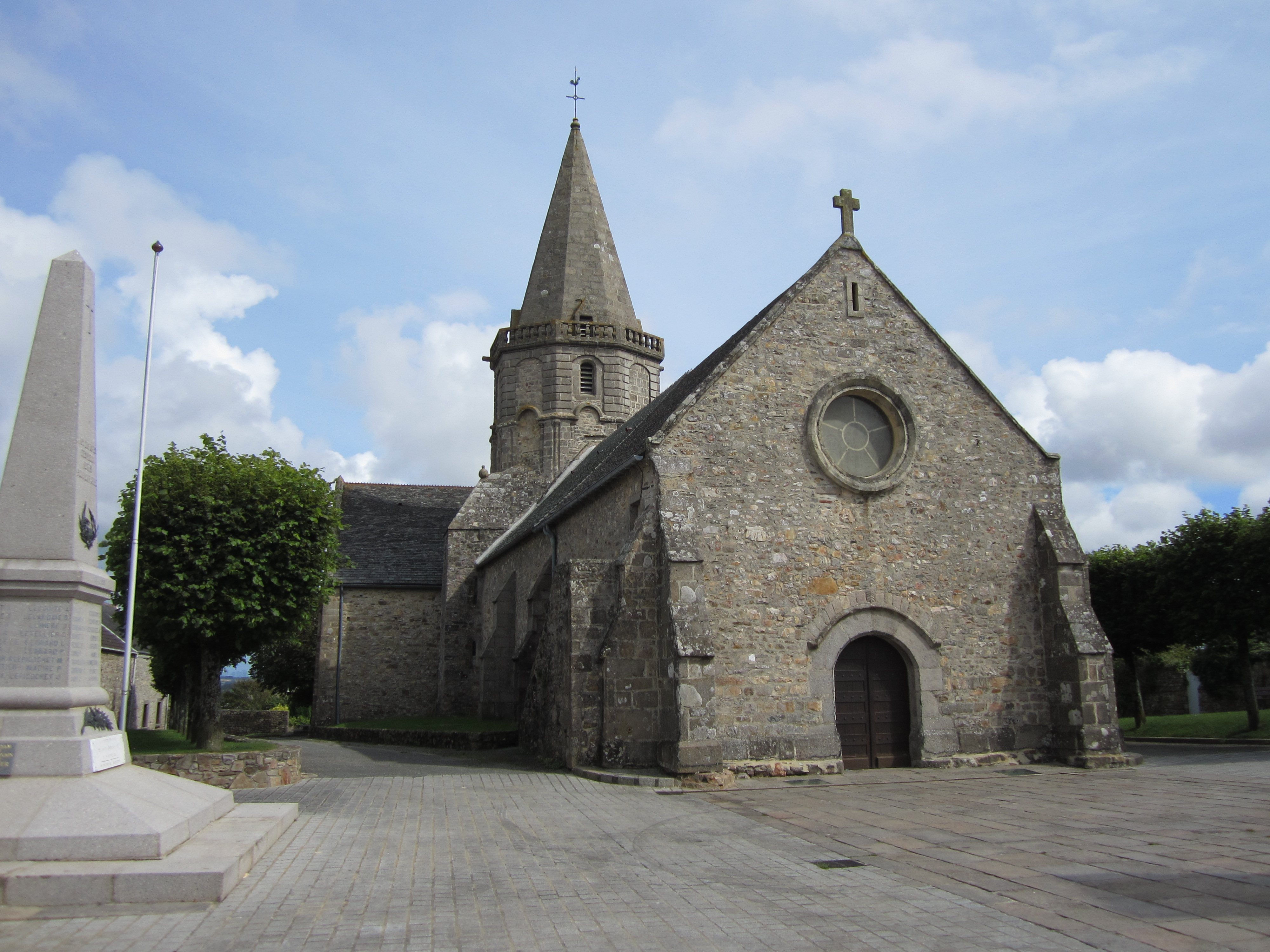
L'église Notre-Dame des Pieux.

- Église Notre Dame des XIIIe, XIVe et XVIIe siècles avec un clocher octogonal à balustrade en partie roman, un portail armorié. Elle abrite un maître-autel, tabernacle, retable à baldaquin, tableau la Sainte Trinité de Fréret du XVIIIe classé en 1970 au titre objet aux monuments historiques[44], un bénitier du XVIe, des fonts baptismaux du XVIIe, les tableaux saint Sébastien et saint Clair du XIXe[45].
- Croix de chemin dite croix du Siquet du XVIIe siècle, de la Pissoire du XVIIIe siècle, des Martyrs du XVIIe siècle et croix Nourry du XVIIe siècle.
- Croix de cimetière du XIXe siècle.
- Manoir de Cailletot des XVIe – XVIIe siècles.
- Ferme-manoir de Becqueville du XVIIe siècle, Le Saussey, Rouville, L'Hotel Buhot.
- Vestiges d'une motte féodale fossoyée, à 1,5 km, à côté de la route de Quettetot[46].
- Sites archéologiques de la Maison des Fées et du Témène découverts au XIXe siècle sur les pentes de la Roche à coucou[45].
- Table d'orientation. Du belvédère, panorama découvrant une vingtaine d'églises ainsi que les îles de Jersey et Guernesey.

### Patrimoine culturel
Des structures culturelles existent sur le territoire de la commune :
- l'espace culturel, zone de la Fosse[47] : salle de 550 m2 à géométrie variable avec scène de 149 m2 et gradins mobiles. Elle peut accueillir 550 personnes assises ou 700 personnes debout en concert, ou 300 personnes en congrès suivi de repas. Son acoustique la destine plutôt à accueillir la musique amplifiée. La salle est gérée par communauté d'agglomération du Cotentin ;
- la médiathèque Victor-Hugo est un établissement de lecture publique de 700 m2 gérée par la commune des Pieux. Elle propose le prêt de livres, CD, DVD et magazines. En partenariat avec la bibliothèque départementale de la Manche, elle propose également un abonnement à des ressources en ligne[réf. nécessaire] ;
- l'école de musique, rue des Écoles[48] : trois salles de cours collectifs, une salle de percussions / studio, une salle de MAO, six salles de cours instrumentaux, un studio pour les élèves constituent la partie école. L'auditorium Jacques-Prévert, inclus dans le bâtiment, est une salle en gradins fixes avec banquettes pour 200 personnes assises et une scène de 144 m2. Elle peut accueillir des spectacles de danse, musique, théâtre, mais aussi du cinéma ou des conférences. Son acoustique est idéale pour la musique classique. L'école de musique est gérée par la communauté d'agglomération du Cotentin pour le compte de communes du territoire des Pieux[Quoi ?], rassemblées en service commun.

L'école de musique des Pieux édite chaque année Art'Scène, un fascicule regroupant toutes les animations et manifestations culturelles de son territoire.[pertinence contestée]

### Personnalités liées à la commune
- Georges Leduc (1906-1968), artiste peintre né dans la commune.

### Héraldique
| Blason de Pieux (Les) | Blason  | Coupé : au 1) d'azur aux deux jumelles d'argent surmontées d'un lion léopardé du même armé et lampassé et couronné d'or, le fouet de la queue de même, au 2) parti au I d'azur aux trois fasces d'argent, au chevron de gueules brochant sur le tout, au II de gueules aux trois croissants d'argent. |
| Blason de Pieux (Les) | Détails | Le statut officiel du blason reste à déterminer. |